# Abirim
Abirim (hebrejsky אַבִּירִים, v oficiálním přepisu do angličtiny Abbirim) je vesnice typu společná osada (jišuv kehilati) v Izraeli, v Severním distriktu, v Oblastní radě Ma'ale Josef.

## Geografie
Leží v nadmořské výšce 562 metrů, v centrální části Horní Galileji, cca 17 kilometrů od břehů Středozemního moře a 7 kilometrů od libanonských hranic. Severně od obce probíhá údolí s vodním tokem Nahal Šarach. Na západní straně terén klesá do kaňonu vádí Nachal Kaziv, kam po jihovýchodní straně vesnice přitéká boční vádí Nachal Zavit.
Obec se nachází cca 2 kilometry severně od města Ma'alot-Taršicha, cca 116 kilometrů severovýchodně od centra Tel Avivu a cca 37 kilometrů severovýchodně od centra Haify. Abirim obývají Židé, přičemž osídlení v tomto regionu je etnicky smíšené. 2 kilometry severovýchodně odtud leží malé město Fassuta, které obývají izraelští Arabové. Na severní a západní straně převládá židovské osídlení. 5 kilometrů na jihovýchod začíná okolo masivu Har Meron oblast, kterou obývají Drúzů (město Churfejš).
Osada Abirim je na dopravní síť napojena pomocí lokální silnice číslo 8925, která vede do sousední obce Fassuta.

## Dějiny
Vesnice Abirim byla založena v roce 1980. K jejímu založení došlo 25. prosince 1980. Vznikla v rámci programu ha-Micpim be-Galil (המצפים בגליל, doslova „Galilejské vyhlídky“), který v Galileji vytvářel nové vesnice, jež měly posílit židovské demografické pozice v oblastech s dosavadní převahou Arabů. Jméno obce odkazuje na místní název nedaleké křižácké pevnosti Mecad Abirim (מצד אבירים). Místní obyvatelé ale zpočátku svou obec nazývali Eder (אדר). První osadníci se zabývali lesnickými pracemi a chovem zvířat.
Výstavba vesnice Abirim byla jedním z posledních případů, kdy izraelský stát povolil výstavbu trvalých obydlí v přírodní rezervaci. Obec využívá svou polohu uprostřed lesů a ve většině zdejších domů je k dispozici turistické ubytování. V obci fungují zařízení předškolní péče o děti. Základní škola je v kibucu Sasa. Většina služeb se nachází v nedalekém městě Ma'alot-Taršicha.

## Demografie
Obyvatelstvo osady Abirim je sekulární. Podle údajů z roku 2014 tvořili naprostou většinu obyvatel v Abirim Židé (včetně statistické kategorie "ostatní", která zahrnuje nearabské obyvatele židovského původu ale bez formální příslušnosti k židovskému náboženství).
Jde o menší sídlo vesnického typu s dlouhodobě stagnující populací. K 31. prosinci 2014 zde žilo 183 lidí. Během roku 2014 populace klesla o 1,6 %.
| Rok            | 1983 | 1995 | 2001 | 2003 | 2004 | 2005 | 2006 | 2007 | 2008 | 2009 | 2010 | 2011 | 2012 | 2013 | 2014 |
| -------------- | ---- | ---- | ---- | ---- | ---- | ---- | ---- | ---- | ---- | ---- | ---- | ---- | ---- | ---- | ---- |
| Počet obyvatel | 44   | 167  | 174  | 196  | 196  | 202  | 209  | 213  | 216  | 193  | 182  | 182  | 193  | 186  | 183  |